# Legata
Legata (em árabe: لقاطة) é uma cidade e comuna localizada na província de Boumerdès, Argélia. Segundo o censo de 2008, a população total da cidade era de 13 692 habitantes.